# Cupania juglandifolia
Cupania juglandifolia är en kinesträdsväxtart som beskrevs av Achille Richard. Cupania juglandifolia ingår i släktet Cupania och familjen kinesträdsväxter. Inga underarter finns listade i Catalogue of Life.